# 克洛德·阿莱格尔
克洛德·阿莱格尔（法語：Claude Allègre，法語發音：[klod alɛɡʁ]；1937年3月31日—2025年1月4日）是法国政治家和科学家。

## 獎項
- 美国国家科学院外国研究员（1985）[2]
- 與杰拉尔德·J·瓦瑟堡同獲克拉福德獎（1986）
- 美国艺术与科学研究院外国名誉会员（1987）[3]
- 伦敦地质学会沃拉斯顿勋章，（1987年）
- 国家科研中心金奖，（1994）[4]
- 法国科学院院士（1995）
- 威廉·鲍伊奖章（1995）
- 亚瑟·霍姆斯奖章（1995）[5]